# BKK Landesverband Mitte
Der BKK Landesverband Mitte ist die Dachorganisation der Betriebskrankenkassen, die ihren Sitz in Berlin, Brandenburg, Bremen, Niedersachsen, Rheinland-Pfalz, Saarland, Sachsen, Sachsen-Anhalt und Thüringen haben. Andere Krankenkassen können dem Landesverband beitreten. Er hat seinen Sitz in Hannover, ist eine Körperschaft des öffentlichen Rechts und untersteht der Rechtsaufsicht des Niedersächsischen Ministeriums für Soziales, Arbeit, Gesundheit und Gleichstellung.

## Mitgliedskassen
Dem BKK Landesverband Mitte gehören die folgenden 15 Betriebskrankenkassen an:
- BKK evm
- BKK EWE
- BKK exklusiv
- Betriebskrankenkasse Firmus
- Betriebskrankenkasse der G. M. Pfaff AG
- BKK Pfalz
- BKK Public
- BKK Salzgitter
- BKK Technoform
- BKK mkk
- BKK24
- Debeka BKK
- energie-BKK
- Pronova BKK
- TUI BKK